# Vysoká pri Morave
Vysoká pri Morave este o comună slovacă, aflată în districtul Malacky din regiunea Bratislava, pe malul râului Morava. Localitatea se află la altitudinea de 145 m deasupra n.m., se întinde pe o suprafață de 33,53 km2 și în 2017 număra 2.297 de locuitori. Se învecinează cu comuna Weiden an der March⁠(d).

## Istoric
Localitatea Vysoká pri Morave este atestată documentar din 1271.

## Demografie
| An:                | 1994 | 2004   | 2014    | 2024   |
| ------------------ | ---- | ------ | ------- | ------ |
| Număr de persoane: | 1790 | 1919   | 2211    | 2221   |
| Diferență:         |      | +7,20% | +15,21% | +0,45% |

| An:                | 2023 | 2024   |
| ------------------ | ---- | ------ |
| Număr de persoane: | 2224 | 2221   |
| Diferență:         |      | −0,13% |